# Ulrich Koch
Pour les articles homonymes, voir Koch.
Ulrich Koch est un altiste allemand né le 14 mars 1921 à Brunswick et mort le 7 juin 1996 à Tokyo.

## Biographie
Ulrich Koch naît le 14 mars 1921 à Brunswick,.
Il fait ses études musicales à Berlin, étudiant avec Ion Voicu (en), est membre du Quatuor Bruinier et fait partie de l'orchestre de sa ville natale entre 1945 et 1948,.
À partir de 1949, Koch est nommé alto solo de l'Orchestre symphonique de la SWF de Baden-Baden et mène en parallèle une carrière de soliste,.
Comme pédagogue, il enseigne à compter de 1955 à l'Université de musique de Fribourg, où il est nommé professeur à partir de 1967. Parmi ses élèves, figurent notamment Wolfram Christ et Tabea Zimmermann.
Intéressé par la musique ancienne, Ulrich Koch se produit également à la viole d'amour ainsi qu'à la viola pomposa, et joue au sein de la Cappella Coloniensis,.
Comme interprète, il fait aussi partie du Trio à cordes Bell'Arte et a joué et enregistré à de nombreuses reprises Don Quichotte de Richard Strauss sous la direction d'Herbert von Karajan, notamment avec Mstislav Rostropovitch.
Dans le domaine de la musique contemporaine, Koch est le créateur d’œuvres de Karel Husa et de Johann Nepomuk David.
Installé depuis 1990 à Tokyo, Ulrich Koch y meurt le 7 juin 1996,.